# Æthelstan (Ramsbury)
Æthelstan († zwischen 909 und 927) war der erste Bischof von Ramsbury. Er wurde 909 zum Bischof geweiht und trat sein Amt im gleichen Jahr an. Er starb zwischen 909 und 927.